# Benzoína
Benzoína é um composto orgânico com a fórmula PhCH(OH)C(O)Ph, onde Ph é o grupo fenila. É uma hidroxicetona ligada a dois grupos fenila. Apresenta-se como cristais quase brancos, com uma leve odor similar ao de cânfora. Benzoína é sintetizada do benzaldeído na condensação de benzoína. É quiral e existe como um par de enantiômeros: (R)-benzoína e (S)-benzoína.